# Dragmacidon tumidum
Dragmacidon tumidum är en svampdjursart som först beskrevs av Arthur Dendy 1897.  Dragmacidon tumidum ingår i släktet Dragmacidon och familjen Axinellidae.
Artens utbredningsområde är Sydaustralien. Inga underarter finns listade i Catalogue of Life.